# Salernitana Sport 1997-1998
Questa voce raccoglie le informazioni riguardanti la Salernitana Sport nelle competizioni ufficiali della stagione 1997-1998.

## Stagione

Il 21enne Marco Di Vaio, capocannoniere del campionato e trascinatore della Salernitana.

La stagione 1997-1998 entra di diritto nella storia del club granata: la Salernitana disputa il sedicesimo campionato di Serie B della sua storia, ottenendo la promozione in Serie A a cinquant'anni dall'ultima ed unica apparizione nella massima serie.
Dopo la difficile stagione 1996-97, con una salvezza ottenuta nelle ultime giornate di campionato, la Salernitana si presenta ai nastri di partenza del torneo con una squadra in gran parte rinnovata. Approdano in granata i portieri Balli e Ivan, i difensori Ferrara, Francheschini e Galeoto, i centrocampisti Giacomo e Giovanni Tedesco e il ceco Kolousek, e gli attaccanti De Cesare, Greco e Di Vaio, quest'ultimo una scommessa personale del presidente Aliberti che lo sceglie di sua iniziativa. Ma ad accendere gli entusiasmi dei tifosi è soprattutto il ritorno di Delio Rossi distanza di due anni (il tecnico riminese ottenne la promozione dalla C1 alla B nella stagione 1993-94 e sfiorò la promozione in A in quella successiva), che lo accolgono in un tripudio generale alla sua presentazione ufficiale nel vecchio stadio Vestuti.
Ben 14.676 sostenitori sottoscrivono l'abbonamento alle partite casalinghe, e in oltre 20.000 seguono l'esordio stagionale dei granata nella vittoriosa partita contro il quotato Verona. Il 4-3-3 di Delio Rossi dà subito spettacolo, con i tagli di Ricchetti, le sponde di Artistico e i gol del giovane Di Vaio. I granata rifilano quattro gol alla Reggiana, cinque al Castel di Sangro e al Pescara, e ben tre alla capolista Venezia nella giornata che segna il sorpasso della Salernitana sui lagunari in testa alla classifica. La formazione di Rossi non perderà più la testa della graduatoria, continuando a ottenere punti con regolarità. Sabato 4 aprile 1998, davanti a un pubblico numeroso e caloroso (circa 28.000 spettatori che sfoggiano un notevole spettacolo scenografico), la formazione granata sconfigge il Cagliari terzo in classifica e si porta a 17 punti dalla quinta. Alla squadra, alla società e ai tifosi è ormai chiaro che la promozione in Serie A è solo una questione di tempo, e la città s'inizia a colorare di striscioni e bandiere. La certezza aritmetica della promozione arriva il 10 maggio, alla sestultima giornata. La formazione granata impatta per 0-0 contro il Venezia davanti a oltre 33.000 spettatori, ma la gioia per una promozione che mancava da mezzo secolo è soffocata dal tragico evento accorso pochi giorni prima a Sarno e nei comuni limitrofi, ovvero la morte di 160 persone a causa di una devastante alluvione.
La Salernitana conclude il campionato con 72 punti conquistati in 38 partite, un record poi battuto l'anno successivo dal Torino.
Marco Di Vaio conquista il titolo di capocannoniere con 21 gol realizzati. È il secondo giocatore nella storia granata a conquistare questo traguardo: prima di lui c'era riuscito solo Giovanni Pisano nel 1994-95, sempre con l'identico bottino personale di 21 realizzazioni.

## Divise e sponsor
Lo sponsor tecnico per la stagione 1997-1998 fu Asics, mentre lo sponsor ufficiale fu Exigo Jeans & Casual.
| Casa | Trasferta |

## Organigramma societario
Area direttiva
- Presidente: Aniello Aliberti
- Amministratore delegato: Michele Aliberti
- Team Manager: Nino Vita
- Responsabile Settore Giovanile: Enrico Coscia
- Segretario generale: Diodato Abagnara
- Segretaria: Rosaria Valletta

Area tecnica
- Allenatore: Delio Rossi
- Allenatore in seconda: Vincenzo Marino
- Preparatore dei portieri: Luigi Genovese
- Allenatore Primavera: Cosimo Di Tolla

Area sanitaria
- Medico sociale: Giuseppe Palumbo
- Massaggiatori: Maurizio Bellofiore e Carlo Massaro

## Rosa
| N. |                   | Ruolo | Calciatore            |
| -- | ----------------- | ----- | --------------------- |
| 1  | Italia (bandiera) | P     | Daniele Balli         |
| 2  | Italia (bandiera) | D     | Alessandro Del Grosso |
| 3  | Italia (bandiera) | D     | Vittorio Tosto        |
| 4  | Italia (bandiera) | C     | Roberto Breda         |
| 5  | Italia (bandiera) | D     | Fabio Moro            |
| 6  | Italia (bandiera) | D     | Ciro Ferrara          |
| 7  | Italia (bandiera) | C     | Carlo Ricchetti       |
| 8  | Italia (bandiera) | C     | Giovanni Tedesco (II) |
| 9  | Italia (bandiera) | A     | Edoardo Artistico     |
| 10 | Italia (bandiera) | D     | Claudio Grimaudo      |
| 11 | Italia (bandiera) | A     | Marco Di Vaio         |
| 12 | Italia (bandiera) | P     | Francesco Parrotta    |
| 13 | Italia (bandiera) | D     | Vincenzo Matrone      |
| 14 | Italia (bandiera) | C     | Marco Napolioni       |
| 15 | Italia (bandiera) | C     | Enrico Maria Amore    |

| N. |                      | Ruolo | Calciatore            |
| -- | -------------------- | ----- | --------------------- |
| 16 | Italia (bandiera)    | D     | Mirko Cudini          |
| 17 | Italia (bandiera)    | D     | Francesco Galeoto     |
| 18 | Italia (bandiera)    | C     | Paolo Rachini         |
| 19 | Italia (bandiera)    | C     | Giacomo Tedesco (III) |
| 20 | Italia (bandiera)    | A     | Renato Greco          |
| 21 | Italia (bandiera)    | A     | Ciro De Cesare        |
| 22 | Italia (bandiera)    | P     | Ciro Polito           |
| 23 | Italia (bandiera)    | D     | Massimiliano Rosa     |
| 24 | Italia (bandiera)    | C     | Alfredo Cariello      |
| 25 | Italia (bandiera)    | D     | Luca Fusco            |
| 26 | Rep. Ceca (bandiera) | C     | Václav Koloušek       |
| 27 | Italia (bandiera)    | C     | Alessio Pirri (II)    |
| 28 | Italia (bandiera)    | P     | Andrea Ivan           |
| 29 | Italia (bandiera)    | D     | Ivan Franceschini     |
| 30 | Italia (bandiera)    | C     | Michele Fini          |

## Risultati

### Serie B

#### Girone di andata
| Arbitro: | Pairetto (Nichelino) |

|                                  |           |  |
| Artistico 23’ (rig.) Di Vaio 50’ | Marcatori |  |

| Arbitro: | Lana (Torino) |

|              |           |          |
| Clementi 42’ | Marcatori | 4’ Breda |

| Arbitro: | Sputore (Vasto) |

|                      |           |               |
| Zanchetta 90’ (rig.) | Marcatori | 80’ De Cesare |

| Arbitro: | Branzoni (Pavia) |

|                                         |           |  |
| Di Vaio 6’, 49’ Ricchetti 28’ Breda 63’ | Marcatori |  |

| Padova 28 settembre 1997 5ª giornata | Padova           | 0 – 0 | Salernitana | Stadio Euganeo (6.193 spett.)\| Arbitro: \| Paparesta (Bari) \| |
| Arbitro:                             | Paparesta (Bari) |       |             |                                                                 |

| Arbitro: | Bettin (Padova) |

|                  |           |  |
| Di Vaio 77’, 86’ | Marcatori |  |

| Arbitro: | Braschi (Prato) |

|                                 |           |                                                     |
| D'Angelo 37’, 80’ Cristiano 63’ | Marcatori | 6’ Gio. Tedesco 20’, 46’ Artistico 41’, 90’ Di Vaio |

| Arbitro: | Racalbuto (Gallarate) |

|                                                   |           |           |
| Artistico 29’, 57’ Di Vaio 34’, 79’ De Cesare 59’ | Marcatori | 35’ Tisci |

| Arbitro: | Pellegrino (Barcellona Pozzo di Gotto) |

|           |           |               |
| Muzzi 89’ | Marcatori | 59’ Artistico |

| Arbitro: | Dagnello (Trieste) |

|             |           |         |
| Ferrara 67’ | Marcatori | 8’ Paci |

| Arbitro: | Pin (Conegliano) |

|                  |           |  |
| Gia. Tedesco 19’ | Marcatori |  |

| Arbitro: | Farina (Novi Ligure) |

|                                    |           |                                |
| Petrachi 33’, 51’ Tosto 65’ (aut.) | Marcatori | 56’, 60’ Di Vaio 90’ Artistico |

| Arbitro: | Rosetti (Torino) |

|                           |           |                  |
| Di Vaio 17’ Ricchetti 45’ | Marcatori | 49’ (aut.) Breda |

| Arbitro: | Braschi (Prato) |

|  |           |                            |
|  | Marcatori | 28’, 73’ Di Vaio 81’ Greco |

| Arbitro: | Treossi (Forlì) |

|                              |           |              |
| Di Vaio 44’ Gia. Tedesco 66’ | Marcatori | 36’ Ferrante |

| Arbitro: | Pin (Conegliano) |

|             |           |                  |
| Roberts 61’ | Marcatori | 40’ Gio. Tedesco |

| Arbitro: | Preschern (Mestre) |

|                             |           |  |
| De Cesare 34’ Artistico 76’ | Marcatori |  |

| Arbitro: | Rodomonti (Teramo) |

|                                         |           |  |
| Chianese 12’ (rig.) D. Franceschini 63’ | Marcatori |  |

| Arbitro: | Sirotti (Forlì) |

|           |           |           |
| Greco 59’ | Marcatori | 44’ Olive |

#### Girone di ritorno
| Arbitro: | Ceccarini (Livorno) |

|  |           |                        |
|  | Marcatori | 51’ Greco 85’ Koloušek |

| Arbitro: | Tombolini (Ancona) |

|                                          |           |  |
| Di Vaio 13’ Greco 20’, 86’ Ricchetti 40’ | Marcatori |  |

| Arbitro: | Strazzera (Trapani) |

|                        |           |                                     |
| Di Vaio 6’, 52’ (rig.) | Marcatori | 13’ Marazzina 77’ Cerbone 86’ Melis |

| Arbitro: | Bettin (Padova) |

|  |           |                  |
|  | Marcatori | 54’ (aut.) Galli |

| Arbitro: | Nucini (Bergamo) |

|                     |           |  |
| Breda 45’ Greco 83’ | Marcatori |  |

| Arbitro: | Collina (Viareggio) |

|            |           |               |
| Rapaić 68’ | Marcatori | 84’ De Cesare |

| Arbitro: | Prestern (Mestre) |

|               |           |  |
| Ricchetti 21’ | Marcatori |  |

| Pescara 22 marzo 1998 27ª giornata | Pescara             | 0 – 0 | Salernitana | Stadio Adriatico (9.643 spett.)\| Arbitro: \| Bonfrisco (Bologna) \| |
| Arbitro:                           | Bonfrisco (Bologna) |       |             |                                                                      |

| Arbitro: | Rosetti (Torino) |

|           |           |  |
| Tosto 32’ | Marcatori |  |

| Arbitro: | Paparesta (Bari) |

|          |           |                 |
| Paci 33’ | Marcatori | 5’ Gio. Tedesco |

| Ravenna 19 aprile 1998 30ª giornata | Ravenna          | 0 – 0 | Salernitana | Stadio Bruno Benelli (4.601 spett.)\| Arbitro: \| Nucini (Bergamo) \| |
| Arbitro:                            | Nucini (Bergamo) |       |             |                                                                       |

| Arbitro: | Gambino (Barletta) |

|                              |           |                 |
| Artistico 46’, 87’ Tosto 83’ | Marcatori | 74’, 89’ Flachi |

| Arbitro: | Bolognino (Milano) |

|            |           |             |
| Kallon 65’ | Marcatori | 72’ Di Vaio |

| Salerno 10 maggio 1998 33ª giornata | Salernitana     | 0 – 0 | Venezia | Stadio Arechi (33.195 spett.)\| Arbitro: \| Sirotti (Forlì) \| |
| Arbitro:                            | Sirotti (Forlì) |       |         |                                                                |

| Arbitro: | Pellegrino (Barcellona Pozzo di Gotto) |

|                |           |  |
| Carparelli 79’ | Marcatori |  |

| Arbitro: | Rodomonti (Teramo) |

|                                             |           |                      |
| Di Vaio 23’, 90’ Gia. Tedesco 41’ Greco 51’ | Marcatori | 87’ (rig.) Francioso |

| Arbitro: | Bonfrisco (Monza) |

|            |           |  |
| Aloisi 79’ | Marcatori |  |

| Arbitro: | Bettin (Padova) |

|                                            |           |                         |
| I. Franceschini 2’ Breda 48’ De Cesare 87’ | Marcatori | 62’ Chianese 89’ Vukoja |

| Arbitro: | Pin (Conegliano) |

|                        |           |                    |
| Manca 57’ Biagioni 78’ | Marcatori | 67’, 85’ Artistico |

### Coppa Italia

#### Primo turno
| Arbitro: | De Santis (Tivoli) |

|               |           |              |
| Artistico 44’ | Marcatori | 19’ Ingesson |

| Arbitro: | Bolognino (Milano) |

|           |           |  |
| Sordo 30’ | Marcatori |  |

## Statistiche
Statistiche aggiornate al 14 giugno 1998.

### Statistiche di squadra
| Competizione | Punti | In casa | In casa | In casa | In casa | In casa | In casa | In trasferta | In trasferta | In trasferta | In trasferta | In trasferta | In trasferta | Totale | Totale | Totale | Totale | Totale | Totale | DR  |
| Competizione | Punti | G       | V       | N       | P       | Gf      | Gs      | G            | V            | N            | P            | Gf           | Gs           | G      | V      | N      | P      | Gf     | Gs     | DR  |
| ------------ | ----- | ------- | ------- | ------- | ------- | ------- | ------- | ------------ | ------------ | ------------ | ------------ | ------------ | ------------ | ------ | ------ | ------ | ------ | ------ | ------ | --- |
| Serie B      | 72    | 19      | 15      | 3       | 1       | 42      | 13      | 19           | 4            | 12           | 3            | 23           | 19           | 38     | 19     | 15     | 4      | 65     | 32     | +33 |
| Coppa Italia |       | 1       | 0       | 1       | 0       | 1       | 1       | 1            | 0            | 0            | 1            | 0            | 1            | 2      | 0      | 1      | 1      | 1      | 2      | -1  |
| Totale       |       | 20      | 15      | 4       | 1       | 43      | 14      | 20           | 4            | 12           | 4            | 23           | 20           | 40     | 19     | 16     | 5      | 66     | 34     | +32 |

### Andamento in campionato
| Giornata  | 1 | 2 | 3 | 4 | 5 | 6 | 7 | 8 | 9 | 10 | 11 | 12 | 13 | 14 | 15 | 16 | 17 | 18 | 19 | 20 | 21 | 22 | 23 | 24 | 25 | 26 | 27 | 28 | 29 | 30 | 31 | 32 | 33 | 34 | 35 | 36 | 37 | 38 |
| --------- | - | - | - | - | - | - | - | - | - | -- | -- | -- | -- | -- | -- | -- | -- | -- | -- | -- | -- | -- | -- | -- | -- | -- | -- | -- | -- | -- | -- | -- | -- | -- | -- | -- | -- | -- |
| Luogo     | C | T | T | C | T | C | T | C | T | C  | C  | T  | C  | T  | C  | T  | C  | T  | C  | T  | C  | C  | T  | C  | T  | C  | T  | C  | T  | T  | C  | T  | C  | T  | C  | T  | C  | T  |
| Risultato | V | N | N | V | N | V | V | V | N | N  | V  | N  | V  | V  | V  | N  | V  | P  | N  | V  | V  | P  | V  | V  | N  | V  | N  | V  | N  | N  | V  | N  | N  | P  | V  | P  | V  | N  |
| Posizione | 2 | 3 | 6 | 2 | 5 | 2 | 2 | 2 | 2 | 2  | 2  | 2  | 2  | 1  | 1  | 1  | 1  | 1  | 2  | 1  | 1  | 2  | 1  | 1  | 1  | 1  | 1  | 1  | 1  | 1  | 1  | 1  | 1  | 1  | 1  | 1  | 1  | 1  |

Fonte:  Serie B - Classifiche, su calciometro.it (archiviato dall'url originale il 10 gennaio 2015).
Legenda:

Luogo: C = Casa; T = Trasferta. Risultato: V = Vittoria; N = Pareggio; P = Sconfitta.

### Statistiche dei giocatori[9]
| Giocatore        | Serie B  | Serie B | Serie B     | Serie B    | Coppa Italia | Coppa Italia | Coppa Italia | Coppa Italia | Totale   | Totale | Totale      | Totale     |
| Giocatore        | Presenze | Reti    | Ammonizioni | Espulsioni | Presenze     | Reti         | Ammonizioni  | Espulsioni   | Presenze | Reti   | Ammonizioni | Espulsioni |
| ---------------- | -------- | ------- | ----------- | ---------- | ------------ | ------------ | ------------ | ------------ | -------- | ------ | ----------- | ---------- |
| E. Artistico     | 30       | 12      | ?           | ?          | 2            | 1            | ?            | ?            | 32       | 13     | ?           | ?          |
| D. Balli         | 33       | -25     | ?           | ?          | 2            | -2           | ?            | ?            | 35       | -27    | ?           | ?          |
| R. Breda         | 37       | 4       | ?           | ?          | 2            | 0            | ?            | ?            | 39       | 4      | ?           | ?          |
| A. Cariello      | 1        | 0       | ?           | ?          | -            | -            | -            | -            | 1        | 0      | 0+          | 0+         |
| M. Cudini        | 22       | 0       | ?           | ?          | 2            | 0            | ?            | ?            | 24       | 0      | ?           | ?          |
| C. De Cesare     | 28       | 5       | ?           | ?          | 1            | 0            | ?            | ?            | 29       | 5      | ?           | ?          |
| A. Del Grosso    | 19       | 0       | ?           | ?          | -            | -            | -            | -            | 19       | 0      | 0+          | 0+         |
| M. Di Vaio       | 36       | 21      | ?           | ?          | 2            | 0            | ?            | ?            | 38       | 21     | ?           | ?          |
| C. Ferrara       | 27       | 1       | ?           | ?          | 2            | 0            | ?            | ?            | 29       | 1      | ?           | ?          |
| M. Fini          | 9        | 0       | ?           | ?          | -            | -            | -            | -            | 9        | 0      | 0+          | 0+         |
| I. Franceschini  | 23       | 1       | ?           | ?          | -            | -            | -            | -            | 23       | 1      | 0+          | 0+         |
| L. Fusco         | 11       | 0       | ?           | ?          | -            | -            | -            | -            | 11       | 0      | 0+          | 0+         |
| F. Galeoto       | 34       | 0       | ?           | ?          | 2            | 0            | ?            | ?            | 36       | 0      | ?           | ?          |
| R. Greco         | 20       | 7       | ?           | ?          | -            | -            | -            | -            | 20       | 7      | 0+          | 0+         |
| A. Ivan          | 5        | -7      | ?           | ?          | -            | -            | -            | -            | 5        | -7     | 0+          | 0+         |
| V. Koloušek      | 18       | 1       | ?           | ?          | 1            | 0            | ?            | ?            | 19       | 1      | ?           | ?          |
| V. Matrone       | -        | -       | -           | -          | 1            | 0            | ?            | ?            | 1        | 0      | 0+          | 0+         |
| F. Moro          | 3        | 0       | ?           | ?          | -            | -            | -            | -            | 3        | 0      | 0+          | 0+         |
| M. Napolioni     | 8        | 0       | ?           | ?          | -            | -            | -            | -            | 8        | 0      | 0+          | 0+         |
| A. Pirri (II)    | 1        | 0       | ?           | ?          | 2            | 0            | ?            | ?            | 3        | 0      | ?           | ?          |
| P. Rachini       | 30       | 0       | ?           | ?          | 2            | 0            | ?            | ?            | 32       | 0      | ?           | ?          |
| C. Ricchetti     | 27       | 4       | ?           | ?          | 2            | 0            | ?            | ?            | 29       | 4      | ?           | ?          |
| G. Tedesco (III) | 34       | 3       | ?           | ?          | 1            | 0            | ?            | ?            | 35       | 3      | ?           | ?          |
| G. Tedesco (II)  | 36       | 3       | ?           | ?          | 2            | 0            | ?            | ?            | 38       | 3      | ?           | ?          |
| V. Tosto         | 36       | 2       | ?           | ?          | 2            | 0            | ?            | ?            | 38       | 2      | ?           | ?          |